# Phạm Thị Thùy Dương
Phạm Thị Thùy Dương (sinh năm 1986 tại Hoa Lư, Ninh Bình) cô từng là người mẫu, diễn viên và thiếu tá Quân đội nhân dân Việt Nam. Cô trở nên nổi tiếng khi là đại diện của Việt Nam tại cuộc thi Hoa hậu Quốc tế 2007, cuộc thi mà cô đã bất ngờ có được danh hiệu "Hoa hậu được khán giả yêu thích qua mạng" với tỉ lệ bình chọn kỷ lục 65%.
Năm 2005, Thùy Dương bắt đầu được biết tới qua việc tham gia nhiều cuộc thi sắc đẹp trong nước và giành được một số danh hiệu đáng kể, trong đó có Người đẹp ứng xử thông minh nhất và Á khôi 1 cuộc thi "Người đẹp Hà Nội - Việt Nam" do Trung tâm Văn hoá Doanh nhân Việt Nam phối hợp với Quỹ Văn hoá Hà Nội tổ chức (tháng 5 năm 2005), giải vàng Siêu mẫu khu vực phía Bắc do Công ty Cát Tiên Sa tổ chức (tháng 11 năm 2005) và giải Siêu mẫu Tài năng Việt Nam 2005.
Năm 2006, Phạm Thùy Dương đạt danh hiệu Á khôi 1 tại cuộc thi "Người đẹp Hoa Lư" 2006 tại quê nhà Ninh Bình. Sau đó vài tháng, cô tốt nghiệp khoa thanh nhạc Trường Đại học Văn hóa - Nghệ thuật Quân đội, được phong quân hàm thiếu úy, và phục vụ ở Đoàn nghệ thuật Quân khu 2 với tư cách nhạc công piano. Tại cuộc thi Hoa hậu Việt Nam 2006 tổ chức tại Nha Trang, Thùy Dương cũng rất thành công khi lọt vào trong Top 10.
Tại cuộc thi Hoa hậu Quốc tế 2007, cô đoạt giải thưởng Hoa hậu được bình chọn qua mạng nhiều nhất và được khán giả nhận xét là "bản sao" của Hoa hậu Hoàn vũ 2007 Riyo Mori đến từ Nhật Bản.
Ngoài sự nghiệp người mẫu, Thùy Dương từng là MC cho chương trình Lựa chọn thông minh trên sóng Đài Phát thanh và Truyền hình Hà Nội. Ngoài ra, cô cũng từng nhận được một vài lời mời tham gia diễn xuất.
Năm 2011, cô kết hôn với một doanh nhân người Ninh Bình và dừng tham gia người mẫu.